# Mistrzostwa Polski w Łyżwiarstwie Szybkim na Dystansach 2011
25. Mistrzostwa Polski w Łyżwiarstwie Szybkim na Dystansach 2011 odbyły się w dniach 17-19 grudnia 2010 roku 2010 na torze COS w Zakopanem. 
Podczas tych zawodów nie rozegrano wyścigów na 5 000 metrów kobiet i 10 000 metrów mężczyzn. Na dystansie 500 metrów rozgrywane są dwa biegi i dopiero suma czasów z obu biegów decyduje o kolejności zawodników.

## Kobiety
| Konkurencja:     | 1. miejsce                                                                                    | Rezultat | 2. miejsce                                                            | Rezultat | 3. miejsce                                                               | Rezultat |
| 500 m            | Natalia Czerwonka MKS Cuprum Lubin                                                            | 82,17    | Luiza Złotkowska Orzeł Elbląg                                         | 83,24    | Karolina Domańska-Ksyt Pilica Tomaszów Mazowiecki                        | 83,94    |
| 1000 m           | Natalia Czerwonka MKS Cuprum Lubin                                                            | 1:22,77  | Luiza Złotkowska Orzeł Elbląg                                         | 1:23,44  | Karolina Domańska-Ksyt Pilica Tomaszów Mazowiecki                        | 1:24,00  |
| 1500 m           | Natalia Czerwonka MKS Cuprum Lubin                                                            | 2:05,33  | Luiza Złotkowska Orzeł Elbląg                                         | 2:06,43  | Karolina Domańska-Ksyt Pilica Tomaszów Mazowiecki                        | 2:10,34  |
| 3000 m           | Luiza Złotkowska Orzeł Elbląg                                                                 | 4:22,29  | Natalia Czerwonka MKS Cuprum Lubin                                    | 4:25,20  | Karolina Domańska-Ksyt Pilica Tomaszów Mazowiecki                        | 4:33,23  |
| 5000 m           | -                                                                                             | -        | -                                                                     | -        | -                                                                        | -        |
| wyścig drużynowy | Pilica Tomaszów Mazowiecki Karolina Domańska-Ksyt, Aleksandra Dębkowska, Aleksandra Kapruziak | 3:31,74  | SNPTT Zakopane Angelika Fudalej, Dominika Osiecka, Urszula Włodarczyk | 3:31,91  | WTŁ Stegny Warszawa Katarzyna Woźniak, Aleksandra Goss, Weronika Borecka | 3:33,18  |

## Mężczyźni
| Konkurencja:     | 1. miejsce                                                                      | Rezultat | 2. miejsce                                                     | Rezultat | 3. miejsce                                                   | Rezultat |
| 500 m'           | Artur Nogal Marymont Warszawa                                                   | 73,37    | Artur Waś Marymont Warszawa                                    | 73,49    | Maciej Biega SKŁ Górnik Sanok                                | 74,29    |
| 1000 m           | Zbigniew Bródka UKS Błyskawica Domaniewice                                      | 1:14,34  | Konrad Niedźwiedzki Orzeł Elbląg                               | 1:15,35  | Artur Waś Marymont Warszawa                                  | 1:15,63  |
| 1500 m           | Konrad Niedźwiedzki Orzeł Elbląg                                                | 1:48,81  | Zbigniew Bródka UKS Błyskawica Domaniewice                     | 1:51,02  | Roland Cieślak Pilica Tomaszów Mazowiecki                    | 1:51,64  |
| 5000 m           | Sławomir Chmura UKS 3 Milanówek                                                 | 6:44,13  | Konrad Niedźwiedzki Orzeł Elbląg                               | 6:53,41  | Roland Cieślak Pilica Tomaszów Mazowiecki                    | 6:54,24  |
| 10 000 m         | -                                                                               | -        | -                                                              | -        | -                                                            | -        |
| wyścig drużynowy | AZS Zakopane Andrzej Gąsienica-Laskowy, Sebastian Druszkiewicz, Dariusz Stanuch | 3:58,47  | Marymont Warszawa Piotr Puszkarski, Artur Nogal, Jan Szymański | 4:02,90  | SKŁ Górnik Sanok Robert Kustra, Mateusz Chabko, Kamil Ziemba | 4:04,90  |